# Werchnia Sołotwyna
Werchnia Sołotwyna (ukr. Верхня Солотвина) – wieś na Ukrainie. Należy do rejonu użhorodzkiego w obwodzie zakarpackim i liczy 308 mieszkańców.